# 日本教育情報機器
日本教育情報機器株式会社（にほんきょういくじょうほうきき、英文社名：Educational Computer Systems, Limited.）は、東京都千代田区有楽町に本社を置く、教育用コンピュータ専門の賃貸会社。国内の教育機関に教育用コンピュータの整備を促進する目的で、当時の文部省、自治省、通商産業省の支援の下、国内の複数の主要なコンピュータ企業が出資し設立された。

## 概要
1992年6月25日、3省の指導により設立。東芝、シャープ、富士通など国内の主要メーカーをはじめとする複数の企業が共同で出資する形で設立された。都道府県・市区町村の教育委員会、私立学校、専門学校等を主要取引先として、教育業界を専門分野としたレンタル・リースなどの賃貸を行っている。設立以来、納入したコンピュータ機器の総額は累計で1,800億円超。コンピュータ機器のリース・レンタルにより教育環境のICT（情報通信技術）化を図るほか、年4回の季刊紙（ECSたより）を発行、日本教育工学振興会（JAPET）の発行する「ICT教育環境整備ハンドブック」の制作協力等も行っている。

## 沿革
- 1992年 - 文部省（現文部科学省）、自治省（現総務省）、通商産業省（現経済産業省）の指導および、国内外のコンピュータ会社の共同出資により設立（設立時資本金8億6,000万円）
- 1995年 - 賃貸資産の購入累計額が100億円を突破
- 2001年 - 賃貸資産の購入累計額が1,000億円を突破
- 2003年 - 本社を有楽町に移転
- 2004年 - 資本金を11億8,000万円へ増資
- 2005年 - 賃貸資産の購入累計額が1,500億円を突破

## 参考
1. 1 2 3 4 5 6  日本教育情報機器株式会社 第28期決算公告
2. ↑  同社ホームページ サプライヤのみなさまのページ
3. ↑  「ICT教育環境整備ハンドブック」 2013-2014年版